# Lamane, Hlobîne
Lamane (în ucraineană Ламане) este un sat în comuna Manjelia din raionul Hlobîne, regiunea Poltava, Ucraina.

## Demografie
Componența lingvistică a localității Lamane
     Ucraineană (90,51%)
     Rusă (9,15%)
Conform recensământului din 2001, majoritatea populației localității Lamane era vorbitoare de ucraineană (90,51%), existând în minoritate și vorbitori de rusă (9,15%).